# Hypsoblennius ionthas
Hypsoblennius ionthas es una especie de pez de la familia Blenniidae en el orden de los Perciformes.

## Morfología
Los machos pueden llegar alcanzar los 10 cm de longitud total.

## Reproducción
Es ovíparo.

## Hábitat
Es un pez de mar y de clima tropical.

## Distribución geográfica
Se encuentra desde Carolina del Sur hasta Texas, incluyendo el sur de Florida.